# 放送倫理・番組向上機構
放送倫理・番組向上機構（ほうそうりんり・ばんぐみこうじょうきこう、英: Broadcasting Ethics & Program Improvement Organization、BPO）は、日本放送協会（NHK）や日本民間放送連盟（民放連）とその加盟会員各社によって出資、組織された任意団体。理事会、評議員会、事務局と3つの委員会（放送倫理検証委員会、放送と人権等権利に関する委員会（放送人権委員会）、放送と青少年に関する委員会（放送青少年委員会））によって構成されている。
ロゴマークは錯視図形『ルビンの壷』の要領で、BとPの文字で横を向いた人の上半身を浮かび上がらせたものである。

## 目的と立場
BPO規約第3条「目的」において「本機構は、放送事業の公共性と社会的影響の重大性に鑑み、言論と表現の自由を確保しつつ、視聴者の基本的人権を擁護するため、放送への苦情や放送倫理上の問題に対し、自主的に、独立した第三者の立場から迅速・的確に対応し、正確な放送と放送倫理の高揚に寄与することを目的とする」と掲げている。
2007年（平成19年）6月20日に、衆議院決算行政監視委員会において、日本民間放送連盟の会長・広瀬道貞は「放送事業者は、いわば、BPOの判断というのは最高裁の判断みたいなもので、ここが判断を出したら、いろいろ言いたいことはあっても、すべて守っていく、忠実に守っていく、そういう約束の合意書に、NHK及び民放各社がサインをしてBPOに提出しております」と述べている。審理にあたっては、当事者双方の意見聴取を行い、主張の正当性についての証拠確認、証人尋問、補充調査等は行わない。
2007年12月4日衆議院総務委員会において、BPOの飽戸弘理事長は「BPOの役割は、番組を監視して罰するところではないということも、やはり国民の皆さんにしっかりと、あくまでも放送事業者自身が自主的にさまざまな問題を解決していく、そのためにBPOは応援していく、視聴者と放送局の仲介をするところであるということを、国民の皆さんにも周知して知っていただくということが必要だと思います」と述べている。

## 設立経緯
郵政省に設置された『多チャンネル時代における視聴者と放送に関する懇談会』が1996年12月に出した報告書の中で、「視聴者の苦情に対応するための第三者機関を設けるべき」との意見が盛り込まれたことを受け、NHKと民放連が1997年5月に『放送と人権等権利に関する委員会機構』（略称：BRO）を設置した。BROのもとに第三者の有識者で構成される「放送と人権等権利に関する委員会」（略称：BRC）が置かれた。
後にBROは機能強化のため、「放送番組委員会」および「放送と青少年に関する委員会」を擁する放送番組向上協議会と2003年7月に統合することで、現在の放送倫理・番組向上機構（BPO）に改組された。
一方、2009年7月に佐藤勉元総務大臣は放送協議会総会で、BPOに対して独立性の高い機関ではなく、放送業界関係者による組織のため「お手盛りである」といった問題点を指摘している。

## 沿革
- 1965年 - 1月に日本放送協会（NHK）、日本民間放送連盟（民放連）、日本民間放送労働組合連合会（放送連合）の三者により、放送連合内に『放送番組向上委員会』（第一次）を設置。
- 1969年 - 放送連合が3月24日を以て解散し、これに伴い『放送番組向上委員会』も解消。5月29日、NHKおよび民放連によって、新たに『放送番組向上協議会』が任意団体として設立され、同協議会内に「放送番組向上委員会」（第二次）を設置。
- 1997年 - 5月1日、NHKおよび民放連（当時の会長は氏家齊一郎）により、『放送と人権等権利に関する委員会機構』（BRO）が任意団体として設立され、6月9日、BROによって「放送と人権等権利に関する委員会」（BRC）を設置。
- 2000年 - 4月1日、「放送番組向上委員会」内に「放送と青少年に関する委員会」を設置。
- 2002年 - 「放送番組向上委員会」が3月末を以て解散。翌4月、『放送番組向上協議会』内に「放送番組委員会」を設置。
- 2003年 - 『放送番組向上協議会』とBROがNHKおよび民放連により統合され、7月1日、現在の放送倫理・番組向上機構（BPO）を設立。また、「放送番組委員会」、BRC、「放送と青少年に関する委員会」の3委員会をBPOが継承。
- 2007年 - 5月12日、「放送番組委員会」が「放送倫理検証委員会」に改組[7]。

## 組織概要

### 理事会
最高意思決定機関は「理事会」で、理事長と理事9名の計10名で構成される。理事長は、放送事業者の役職員およびその経験者以外から理事会で選任され、
理事は、同様に放送事業関係者以外から理事長が3名を選任、設立母体であるNHKと民放連がそれぞれ3名を選任している。なお、日本国政府から干渉されない独立性を理念のひとつとしているため、放送事業を所管する、総務省との人的・財政上の繋がりは無い。

#### 理事会メンバー
現在（2020年8月時点）
- 理事長（非常勤） - 濱田純一（東京大学第29代総長）
- 専務理事（常勤） - 竹内淳
- 理事・事務局長（常勤） - 畑野祐一
- 理事（非常勤） - 大日向雅美（恵泉女学園大学学長）
- 理事（非常勤） - 坂井修一（東京大学情報理工学系研究科教授、歌人）
- 理事（非常勤） - 山野勝（坂道研究家）
- 理事（非常勤） - 正籬聡（日本放送協会副会長）
- 理事（非常勤） - 皆木弘康（日本放送協会考査室長）
- 理事（非常勤） - 永原伸（民放連・専務理事）
- 理事（非常勤） - 佐々木卓（民放連盟放送基準審議会議長、TBSテレビ社長）
- 監事（非常勤） - 北川武司（民放連・計画管理部経理部長）
- 監事（非常勤） - 渡辺昌己（民放連・事務局長）

### 評議員会
放送事業者およびその関係者を除く7名以内で構成され、BPO内の『放送倫理検証委員会』、『放送と人権等権利に関する委員会』、『放送と青少年に関する委員会』の3つの委員会の委員を選任する権限を有する。

#### 評議員メンバー
現在（2020年9月時点）
- 議長 - 堀田力（さわやか福祉財団会長、弁護士）
- 議長代行 - 里中満智子（漫画家）
- 評議員 - 内館牧子（脚本家）
- 評議員 - 小林栄三（伊藤忠商事名誉理事、小林栄三事務所代表取締役）
- 評議員 - 清家篤（日本私立学校振興・共済事業団理事長）
- 評議員 - 遠山友寛（弁護士）
- 評議員 - 坂東眞理子（昭和女子大学理事長）

過去
- 平岩弓枝（作家）
- 伊藤正己（東京大学名誉教授、元最高裁判所判事）
- 堤清二（財団法人セゾン文化財団理事長、元セゾングループ代表）
- 津村節子（作家）
- 五代利矢子（評論家）
- 福原義春（資生堂名誉会長）
- 篠田正浩（映画監督）
- 山田太一（脚本家） ほか

### 事務局
事務局は理事会の統轄下にあり、更に本事務局が下記の3つの委員会を統括、他に視聴者応対と総務を統括する。

## 委員会

### 放送倫理検証委員会
2007年に設置された放送番組の倫理を高め、質の向上を図るための審議を行う委員会で視聴者から寄せられた意見（後述）を基に、放送番組の取材・制作のあり方や番組内容に関する諸問題について審議を行い、必要に応じて「意見」を公表してゆく。また、虚偽の内容により視聴者に著しい誤解を与えた番組が放送された際には当該番組について審理を行い、「勧告」や「見解」を公表、当該放送局に再発防止策の提出とその報告を求められる権限を有する。

#### 委員
現在（2021年10月時点）
- 委員長 - 小町谷育子（弁護士）
- 委員長代行 - 岸本葉子（エッセイスト）
- 委員長代行 - 高田昌幸（東京都市大学メディア情報学部教授）
- 委員 - 井桁大介（弁護士）
- 委員 - 大石裕（慶應義塾大学名誉教授）
- 委員 - 大村恵実（弁護士）
- 委員 - 長嶋甲兵（演出家・テレビプロデューサー）
- 委員 - 西土彰一郎（成城大学法学部教授）
- 委員 - 巻美矢紀（上智大学法科大学院教授）
- 委員 - 米倉律（日本大学法学部教授）

過去
詳細はBPOサイトの歴代の放送倫理検証委員会委員のページを参照。
- 村木良彦（メディアプロデューサー）
- 市川森一（脚本家）
- 里中満智子（漫画家）
- 水島久光（東海大学文学部教授）
- 小出五郎（科学ジャーナリスト）
- 森まゆみ（作家・編集者）
- 香山リカ（精神科医、テレビコメンテーター） ほか

旧放送番組委員会時代
- 木村尚三郎（西洋史学者、東京大学名誉教授）
- 田中早苗（弁護士）
- 清水哲男（詩人）
- 米原万里（ノンフィクション作家）
- 天野祐吉（コラムニスト） ほか

#### 委員会決定
ここでは委員会決定した事案を記載する。なお、委員会の提言として発表されたものは除外している。また、放送局名や番組名の表記は当時のもので、原則としてBPOのウェブサイトで記載されているもので表記している（NHKについては放送チャンネルが記載されている場合、放送チャンネルを併記した）。
表の対象事案の凡例
A：番組上の演出や表現方法に関するもの
B：取材方法に問題があったもの
C：選挙に関するもの
D：上記に該当しないその他のもの
| 委員会決定番号 | 日付           | 放送局名                                                        | 番組名 | 対象事案 | 出典                        |
| -------------- | -------------- | --------------------------------------------------------------- | --- | -------- | --------------------------- |
| 第1号          | 2007年8月6日   | TBS                                                             | みのもんたの朝ズバッ! | A        | [ 11 ]                      |
| 第2号          | 2008年1月21日  | フジテレビ                                                      | FNS27時間テレビ | A        | [ 12 ]                      |
| 第3号          | 2008年2月4日   | テレビ朝日                                                      | 報道ステーション | A        | [ 13 ]                      |
| 第4号          | 2008年4月15日  | NHK キー局5社                                                   | 特定の番組名なし | D        | [ 14 ]                      |
| 第5号          | 2009年4月28日  | NHK（教育テレビ）                                               | ETV2001 | D        | [ 15 ]                      |
| 第6号          | 2009年7月30日  | 日本テレビ                                                      | 真相報道 バンキシャ! | B        | [ 16 ] [ 17 ] [ 18 ]        |
| 第7号          | 2009年11月17日 | 特定の放送局名なし                                              | 特定の番組名なし | A        | [ 19 ]                      |
| 第8号          | 2010年4月2日   | TBSテレビ                                                       | 報道特集NEXT | B        | [ 20 ]                      |
| 第9号          | 2010年12月2日  | 1. 信越放送 2. 長野朝日放送 3. TBSテレビ 4. BSジャパン          | 1. SBCニュースワイド 2. abnステーション 3. 関口宏の東京フレンドパークII 4. 絶景に感動!思わず一句 初夏ぶらり旅 | C        | [ 21 ] [ 22 ] [ 23 ] [ 24 ] |
| 第10号         | 2011年5月31日  | 日本テレビ                                                      | news every.サタデー | B        | [ 25 ]                      |
| 第11号         | 2011年6月30日  | BS11                                                            | "自"論対論 参議院発 | A        | [ 26 ]                      |
| 第12号         | 2011年7月6日   | 1.テレビ東京 2. 毎日放送                                        | 1. 月曜プレミア!主治医が見つかる診療所 2. イチハチ | A        | [ 27 ] [ 28 ]               |
| 第13号         | 2011年9月27日  | テレビ東京                                                      | ありえへん∞世界 | A        | [ 29 ] [ 30 ]               |
| 第14号         | 2012年7月31日  | 日本テレビ                                                      | news every. | A        | [ 31 ]                      |
| 第15号         | 2012年10月4日  | 日本テレビ                                                      | 芸能★BANG ザ・ゴールデン | A        | [ 32 ] [ 33 ] [ 34 ]        |
| 第16号         | 2013年8月2日   | 関西テレビ                                                      | スーパーニュースアンカー | A        | [ 35 ] [ 36 ] [ 37 ]        |
| 第17号         | 2014年1月8日   | 1. 関西テレビ 2. テレビ熊本                                     | 1. スーパーニュースアンカー 2. 百識王（フジテレビの遅れネット） | C        | [ 38 ] [ 39 ]               |
| 第18号         | 2014年2月10日  | 鹿児島テレビ                                                    | ゆうテレ チャンネル8 | B        | [ 40 ] [ 41 ]               |
| 第19号         | 2014年3月5日   | 日本テレビ                                                      | スッキリ!! | B        | [ 42 ] [ 43 ]               |
| 第20号         | 2014年4月1日   | フジテレビ                                                      | ほこ×たて | A        | [ 44 ] [ 45 ] [ 46 ]        |
| 第21号         | 2015年2月9日   | テレビ朝日                                                      | 報道ステーション | A        | [ 47 ] [ 48 ]               |
| 第22号         | 2015年3月6日   | 1. TBSテレビ 2. テレビ新広島 3. テレビ朝日 4. NHK 5. 日本テレビ | 1. NEWS23・中居正広の金曜日のスマたちへ 2. いま、ヒロシマが聴こえる…〜全聾作曲家・佐村河内守が紡ぐ闇からの音〜 3. ワイド!スクランブル 4. NHKスペシャル魂の旋律 音を失った作曲家・情報LIVE ただイマ! 5. news every. | A・B     | [ 49 ]                      |
| 第23号         | 2015年11月6日  | 1. NHK 2. NHK大阪放送局                                         | 1. クローズアップ現代 2. かんさい熱視線 | A        | [ 50 ] [ 51 ] [ 52 ]        |
| 第24号         | 2016年12月6日  | TBSテレビ                                                       | 珍種目No.1は誰だ!? ピラミッド・ダービー | A        | [ 53 ] [ 54 ]               |
| 第25号         | 2017年2月7日   | 民放連 NHK                                                      | 特定の番組名なし | C        | [ 55 ]                      |
| 第26号         | 2017年10月5日  | TBSテレビ                                                       | 白熱ライブ ビビット | A・B     | [ 56 ] [ 57 ] [ 58 ]        |
| 第27号         | 2017年12月14日 | TOKYO MX                                                        | ニュース女子 | A・B     | [ 59 ] [ 60 ]               |
| 第28号         | 2018年2月8日   | フジテレビ                                                      | 情報プレゼンター とくダネ! | A・B     | [ 61 ] [ 62 ] [ 63 ]        |
| 第29号         | 2019年7月5日   | 日本テレビ                                                      | 世界の果てまでイッテQ! | A        | [ 64 ] [ 65 ] [ 66 ]        |
| 第30号         | 2019年10月7日  | 長野放送                                                        | 働き方改革から始まる未来 | A        | [ 67 ] [ 68 ] [ 69 ] [ 70 ] |
| 第31号         | 2019年12月10日 | 読売テレビ                                                      | かんさい情報ネットten. | A        | [ 71 ] [ 72 ] [ 73 ] [ 74 ] |
| 第32号         | 2020年1月24日  | 関西テレビ                                                      | 胸いっぱいサミット! | A・D     | [ 75 ] [ 76 ] [ 77 ] [ 78 ] |
| 第33号         | 2020年2月13日  | TBSテレビ                                                       | 消えた天才 | A        | [ 79 ] [ 80 ] [ 81 ]        |
| 第34号         | 2020年3月31日  | NHK（国際放送）                                                 | Inside Lens | A・B     | [ 82 ] [ 83 ] [ 84 ]        |
| 第35号         | 2020年4月8日   | 北海道放送                                                      | 今日ドキッ! | C        | [ 85 ] [ 86 ] [ 87 ] [ 88 ] |
| 第36号         | 2020年6月30日  | 1. 琉球朝日放送 2. 北日本放送                                   | 1. 島に“セブン-イレブン”がやって来た〜沖縄進出の軌跡と挑戦〜 2. 人生100年時代を楽しもう!〜自分に合った資産形成を考える〜                                                                                           | A        | [ 89 ] [ 90 ] [ 91 ]        |
| 第37号         | 2020年8月4日   | TBSテレビ                                                       | クレイジージャーニー | A        | [ 92 ]                      |
| 第38号         | 2020年9月2日   | テレビ朝日                                                      | スーパーJチャンネル | B        | [ 93 ]                      |
| 第39号         | 2021年1月18日  | フジテレビ                                                      | 超逆境クイズバトル!! 99人の壁 | A・D     | [ 94 ]                      |
| 第40号         | 2021年2月10日  | フジテレビ                                                      | 特定の番組名なし ※18のニュース番組で伝えた世論調査結果とそれに関連する放送 | B        | [ 95 ]                      |
| 第41号         | 2021年7月21日  | 日本テレビ                                                      | スッキリ | A        | [ 96 ]                      |
| 第42号         | 2022年3月9日   | テレビ朝日                                                      | 大下容子ワイド!スクランブル | A        | [ 97 ]                      |
| 第43号         | 2022年9月9日   | NHK（BS1）                                                      | BS1スペシャル『河瀨直美が見つめた東京五輪』後編 | A・B     | [ 98 ]                      |
| 第44号         | 2023年12月5日  | NHK                                                             | ニュースウオッチ9 | B        | [ 99 ]                      |
| 第45号         | 2024年1月11日  | TBSテレビ                                                       | news23 | B        | [ 100 ]                     |
| 第46号         | 2025年1月17日  | テレビ東京                                                      | 激録・警察密着24時!! | A        | [ 101 ]                     |
| 第47号         | 2025年4月24日  | 毎日放送                                                        | ゼニガメ | A        | [ 102 ]                     |
| 第48号         | 2025年7月11日  | TBSテレビ                                                       | 熱狂マニアさん! | A        | [ 103 ]                     |

### 放送と人権等権利に関する委員会
1997年に設置。2008年まではBRCという略称が用いられ、主に放送人権委員会と呼ばれている。放送番組によって名誉やプライバシーなどの人格権を侵害された個人および団体を、無料で救済するための委員会。放送によって権利を侵害されたと考える当事者からの「申立て」に基づき審理、権利侵害の有無や放送倫理上の問題の有無を判断する。判断結果は、「見解」または「勧告」としてまとめられ、申立て人と当該放送局に通知された後に公表、委員会の「見解」「勧告」は広く一般に周知されるよう、当該放送局で放送することが義務付けられている。
また、苦情申立て人と当該放送局の間に立ち当事者間の話し合いを要請し問題の解決を図る「仲介・斡旋」も行っており、これによって「勧告」などの委員会決定に至ること無く解決した事例も多く存在している。
原則として申立てることが出来るのは、権利を侵害されたと考える個人またはその直接の利害関係人だけであり、その他にも現時点で係争中の事案や損害賠償請求を目的としたもの、BPO加盟社以外の放送局の番組などは審理の対象とならない。

#### 委員
現在（2021年4月時点）
- 委員長 - 曽我部真裕（京都大学大学院法学研究科教授）
- 委員長代行 - 鈴木秀美（慶應義塾大学メディア・コミュニケーション研究所副所長教授）
- 委員長代行 - 二関辰郎（弁護士）
- 委員 - 國森康弘（写真家、ジャーナリスト）
- 委員 - 斉藤とも子（俳優、社会福祉士、介護福祉士）
- 委員 - 丹羽美之（東京大学大学院情報学環教授）
- 委員 - 野村裕（弁護士）
- 委員 - 廣田智子（弁護士）
- 委員 - 水野剛也（東洋大学社会学部教授）

過去
詳細はBPOサイトの歴代の放送人権委員会委員のページを参照。
- 有馬朗人（物理学者、元東京大学総長、元理化学研究所理事長）
- 大宅映子（ジャーナリスト、テレビコメンテーター）
- 飽戸弘（現BPO理事長）
- 坂本春生（元官僚、セゾン総合研究所理事長）
- 五代利矢子（評論家）
- 崔洋一（映画監督）
- 中沢けい（小説家）
- 大石芳野（写真家）
- 田中里沙（宣伝会議取締役編集室長） ほか

#### 委員会決定
この委員会決定には「勧告」、「見解（問題あり）」、「見解（問題なし）」の3つの判断がある。
勧告（人権侵害、あるいは重大な放送倫理違反があるとされた事案）
- 自動車ローン詐欺事件報道（第12号・2000年10月6日） - 1999年9月13日に放送された伊予テレビ（現:あいテレビ）『キャッチあい』の中で、詐欺事件の舞台として自動車販売店が映像に出た際、映像の選択、ぼかし処理、字幕スーパーの表現などが不適切であったため、販売店が特定されてしまい、視聴者に容疑者とあたかも共犯関係にあるかのような印象を与えたとして、少数意見が付記された人権侵害と認定。
- 熊本・病院関係者死亡事故報道（第17号・2002年3月26日） - 2000年8月6日に放送されたテレビ朝日『週刊ワイドコロシアム』で、熊本県で起きた交通事故について保険金殺人の可能性が高いと報道したことについて、十分な裏付けがないまま報道。当事者への配慮に欠けていたとして、少数意見が付記された人権侵害と認定。
- 中学校教諭・ 懲戒処分修正裁決報道（第22号・2004年5月14日） - 2003年10月14日に放送された北海道文化放送『UHBスーパーニュース』内の「今日の特集」コーナーで、中学校教諭へのセクハラによる懲戒免職処分が北海道人事委員会の裁決で停職処分に修正されたことを批判的に報道した際に、具体的事実関係および懲戒処分とその修正過程を客観的に調査し、教諭側の主張を丁寧にフォローすることを怠ったとして、少数意見が付記された人権侵害と認定。
- 国会・不規則発言編集問題（第23号・2004年6月4日） - 2003年9月15日に放送されたテレビ朝日『ビートたけしのTVタックル』の中で、編集ミスにより参議院議員（放送当時は自民党衆議院議員）の藤井孝男が北朝鮮拉致問題に関する国会審議中に不規則発言を行ったかのように放送されたとして、人権侵害と認定された。
- 産婦人科医院・行政指導報道（第25号・2005年7月28日） - 2005年1月25日に放送されたNHK名古屋放送局『ほっとイブニング』と、NHKラジオ第1・中部ブロックにおける報道の中で、愛知県豊明市の産婦人科医が受けた行政指導について、当該指導を受けた時期を明示せず、現在も違法行為を行っているかのように報道されたとして、重大な放送倫理違反と認定。
- バラエティ番組における人格権侵害の訴え（第28号・2006年3月28日） - 2005年6月25日に放送された関西テレビ『たかじん胸いっぱい』において、女優・タレントの杉田かおるが元夫で実業家の鮎川純太との結婚生活を振り返るトークを展開した際、元夫の私生活を明け透けに披露して名誉を傷つける発言を行った。また、7月9日の放送でも6月25日の放送回で杉田が披露したトークに基づき、他の出演者が再び鮎川の名誉を傷つける発言を行ったとして、人権侵害と認定。バラエティ番組への勧告措置はこれが初めて。
- 徳島・土地改良区横領事件報道（第39号・2009年3月30日） - 2008年7月23日に放送されたテレビ朝日『報道ステーション』において、徳島の土地改良区横領事件に元衆議院議員の野中広務が関与しているかのように報道した。事実ではないとして、補足意見・少数意見が付記された重大な放送倫理違反と認定。
- 保育園イモ畑の行政代執行をめぐる訴え（第40号・2009年8月7日） - 2008年10月19日に放送されたTBS『サンデージャポン』内のコーナー「みなさんのためのワイドショー講習」の中で、イモ畑を所有する保育園とその関係者らが、第二京阪道路建設における、大阪府の行政代執行に反対する抗議活動を行っている模様を報じた際、まるで保育園児を盾に使ったかのように報道。また、番組コメンテーターらもこのVTRに基づき、当該保育園の責任者を批判する発言をしたとして、重大な放送倫理違反と認定。
- 割り箸事故・医療裁判判決報道（第41号・2009年10月30日） - 2008年2月13日に放送されたTBS『みのもんたの朝ズバッ!』のコーナー「ズバッ!8時またぎ」の中で、1999年7月に起きた杏林大病院割りばし死事件をめぐる民事裁判の判決報道で、判決時の事実認定とは異なる再現映像を制作し放送、番組コメンテーターらもこのVTRに基づき当該医師を批判する発言を行ったとして、名誉棄損には当たらないものの重大な放送倫理違反と認定。
- 無許可スナック摘発報道（第47号・2012年11月27日） - 2012年4月11日に放送されたテレビ神奈川『tvkNEWS930』の中で、無許可営業スナックの摘発を報道した際、軽微な罰金刑であるにもかかわらず、被疑者のプライバシーをつまびらかに放送したことで、被疑者やその家族に多大な苦痛を与えたとし放送倫理上重大な問題があると認定。
- 大阪市長選関連報道（第51号・2013年10月1日） - 2012年2月6日に放送された朝日放送の「ABCニュース」の中で、大阪市交通局の不正に関する報道をした。しかし、その内容は事実ではなく申立人の名誉を著しく害した。よって放送倫理上重大な問題がありと認定された。
- バラエティ番組における謝罪会見に関する報道（第55号・2015年11月17日） - 2014年3月9日に放送されたTBSテレビの『アッコにおまかせ!』内で、ゴーストライター疑惑を持たれた佐村河内守の謝罪会見が取り扱われた。番組内で佐村河内守の聴覚障害を「詐病」と断定して放送。そのことで申立人の名誉を毀損したとして人権侵害と認定。
- 出家詐欺報道（第57号・2015年12月11日） - 2014年5月14日に放送されたNHK総合テレビジョン『クローズアップ現代 追跡"出家詐欺"～狙われる宗教法人～』で必要な裏付け取材をしないまま申立人を事件の関係者として報道。重大な放送倫理違反と認定。
- ストーカー事件再現ドラマ（第58号・2016年2月15日） - 2015年3月8日に放送されたフジテレビ『ニュースな晩餐会』で、実際にある食品工場内のいじめ事件とそれに派生するストーカー事件が取り扱われた。その放送の中で根拠も事実ないのに申立人を首謀者と断定して放送。申立人の名誉を著しく既存したとして人権侵害と認定。
- 世田谷一家殺害事件特番（第61号・2016年9月12日） - 2014年12月28日に放送されたテレビ朝日『世紀の瞬間＆未解決事件　日本の事件スペシャル「世田谷一家殺害事件」』内で、申立人が専門家の意見に賛同したように報道。そのことで申立人は周りから非難を浴びた。本件放送は過剰な演出と恣意的な編集によって、申立人に対して公正さと適切な配慮を欠いていたとして、放送倫理上重大な問題ありと認定。
- 調査報告 STAP細胞 不正の深層（第62号・2017年2月10日） - 2014年7月27日に放送された日本放送協会『NHKスペシャル』での特集番組である。同番組では場面転換のわかりやすさ、場面ごとの趣旨の明確化などへの配慮を著しく欠いた編集の結果「STAP細胞とされるES細胞は、若山研究室の元留学生が作製し、申立人の研究室で使われる冷凍庫に保管されていたものであって、これを申立人が何らかの不正行為により入手し混入して、STAP細胞を作製した疑惑がある」とする誤った事実摘示について「名誉毀損の人権侵害が認められる」。また、同放送が放送される直前に行われた取材活動について、取材を拒否する申立人を追跡し、過剰な取材による騒動や負傷が発生するなどの行為には「放送倫理上の問題」があったとして、小保方晴子に対する重大な名誉棄損とともに、放送倫理違反として認定された。
- 高江ヘリパッド問題（第67号・2018年3月8日） - 2017年1月2日・1月9日に東京メトロポリタンテレビジョン（TOKYO MX）で放送された『ニュース女子』での沖縄県東村高江地区の米軍ヘリパッド建設反対運動の特集である。「高江でヘリパッドの建設に反対する住民を『テロリスト』『犯罪者』とし、申立人がテロ行為、犯罪行為の『黒幕』であるとの誤った情報を視聴者に故意に摘示した」との申立てがあり、2018年3月8日に申立人に対する名誉毀損の人権侵害があったと勧告した。

見解（放送倫理違反、ないし放送倫理上問題があるとされた事案）
※放送局名および番組名は対象事案のみ記載。
- サンディエゴ事件報道（第1号 - 第4号・1998年3月19日） - TBS、テレビ朝日、テレビ東京（NHKのみ「問題なし」）
- S幼稚園報道（第5号・1998年10月6日） - NHK
- 帝京大学ラグビー部員 暴行容疑事件報道（第6号 - 第10号・1999年3月17日） - 日本テレビ、フジテレビ、テレビ朝日（TBSとテレビ朝日は「問題なし」）
- 隣人トラブル報道（第11号・1999年12月22日） - フジテレビ・関西テレビ『スーパーナイト』
- 援助交際ビデオ関連報道（第13号 - 第15号・2001年1月30日） - 名古屋テレビ、テレビ愛知、中京テレビ
- インターネットスクール報道（第16号・2002年1月17日） - 日本テレビ『NNNきょうの出来事』
- 出演者比喩発言問題（第18号・2002年9月30日） - テレビ朝日・朝日放送『サンデープロジェクト』
- 女性国際戦犯法廷・ 番組出演者の申立て（第20号・2003年3月31日） - NHK『ETV2001』
- 山口県議選事前報道（第21号・2003年12月12日） - テレビ山口『TYS夕やけニュース21』
- 喫茶店廃業報道（第26号・2005年10月18日） - 毎日放送『VOICE』
- 新ビジネス“うなずき屋”報道（第27号・2006年1月7日） - テレビ東京『日経スペシャル ガイアの夜明け』
- エステ店医師法違反事件報道（第31号・2007年6月26日） - 日本テレビ『NNNニュースD』、『NNN Newsリアルタイム』、『NEWS ZERO』
- 高裁判決報道の公平・公正問題（第36号・2008年6月10日） - NHK『ニュースウオッチ9』
- 群馬・行政書士会幹部不起訴報道」（第37号・2008年7月1日） - エフエム群馬
- 拉致被害者家族からの訴え（第43号・2010年3月10日） - テレビ朝日『朝まで生テレビ!』
- 上田・隣人トラブル殺人事件報道（第44号・2010年8月5日） - テレビ朝日『報道ステーション』
- 大学病院教授からの訴え（第46号・2011年2月8日）- テレビ朝日・朝日放送『サンデープロジェクト』
- 大津いじめ事件報道（第50号・2013年8月9日） - フジテレビ『スーパーニュース』
- アレフの活動状況報道（第52号・2014年1月21日） - テレビ東京『あの声が聞こえる～麻原回帰するオウム～』
- 散骨場計画報道（第53号・2015年1月16日） - 静岡放送『イブアイしずおか・ニュース』
- ストーカー事件再現ドラマ（第59号・2016年2月15日） - フジテレビ『ニュースな晩餐会』
- 自転車事故企画（第60号・2016年5月16日） - フジテレビ『カスペ!「あなたの知るかもしれない世界6」』
- 地方公務員が準強制わいせつ容疑で逮捕された報道（第63号・2016年5月16日） - テレビ熊本『みんなのニュース』等
- 地方公務員が準強制わいせつ容疑で逮捕された報道（第64号・2016年5月16日） - 熊本県民テレビ『ストレイトニュース』、『テレビタミン』
- タレント契約解除報道（第69号・2019年3月11日） - TBSテレビ『新・情報7days ニュースキャスター超豪華！芸能ニュースランキング2017決定版』
- 出演者の遺族からの申し立て（第76号・2021年3月30日） - フジテレビ『TERRACE HOUSE TOKYO 2019－2020』
- 警察密着番組に対する申立て（第81号・2025年3月18日） - テレビ東京『激録・警察密着24時‼』

見解（問題なし）
- ローカル深夜番組女性出演者からの申立て（第79号・2023年7月18日）

2016年から2022年まであいテレビで放送された『鶴ツル』に出演したフリーアナウンサーの女性が、男性出演者2人から収録中に性的な発言などのセクハラを継続的に受け、その内容が放送され精神的苦痛を受けたとして申し立て審理入り。2023年7月18日、BPOは「人権侵害は認められず放送倫理上の問題があるとまでは言えない」との見解を示した。
その後、女性は日本民間放送労働組合連合会（民放労連）を通じ社内調査を申し入れたもののBPOの見解を理由に拒否。女性は出演時から番組内容の変更を相談していたが改善されず、現場スタッフもセクハラを助長していたと主張。女性は重度のうつ病と心的外傷後ストレス障害の診断を受け就労が困難となっている。その後の2025年6月6日、女性はあいテレビに対し4100万円余りの損害賠償を求める訴訟を東京地方裁判所に起こした。

### 放送と青少年に関する委員会
2000年に設置された、放送が青少年に与える影響やかかわり方などを視聴者から寄せられた意見・苦情（後述）などに基づき審議することなどを通して、青少年が視聴する放送番組の向上を目指す委員会。主に青少年委員会と呼ばれている。委員会は審議結果を「見解」、「提言」、「声明」などにまとめて公表、放送局に対して回答を要請したり、改善を求める。
また、放送局関係者と青少年委員との意見交換会を東京を始め全国各地で開催したり、中学生と高校生のモニターに、月に1回、自分が見たテレビ番組に対する意見を送ってもらい、番組作りの参考として放送局にフィードバックがなされている。
なお、本委員会で議論の対象番組に指定されても、必ずしも委員会審議や見解・提言、放送局への回答要請などに発展する訳では無いことに注意を要する。

#### 委員
現在（2021年4月時点）
- 委員長 - 榊原洋一（お茶の水女子大学名誉教授、小児科医）
- 副委員長 - 緑川由香（弁護士）
- 委員 - 佐々木輝美（獨協大学外国語学部教授）
- 委員 - 沢井佳子（チャイルド・ラボ所長 視聴覚コンテンツ監修）
- 委員 - 髙橋聡美（中央大学人文科学研究所客員研究員）
- 委員 - 中橋雄（日本大学文理学部教授）
- 委員 - 吉永みち子（ノンフィクションライター）

過去
詳細はBPOサイトの歴代の青少年委員会委員のページを参照。
- 山谷えり子（生活ジャーナリスト、現参議院議員）
- 尾木直樹（教育評論家）
- 原寿雄（ジャーナリスト）
- 見城美枝子（エッセイスト）
- 大日向雅美（恵泉女学園大学教授）
- 平田オリザ（劇作家、演出家）
- 川端裕人（作家） ほか

#### 見解・提言
- バラエティー系番組に対する見解[123] - 2000年11月29日の記者会見で、フジテレビのバラエティー番組『めちゃ×2イケてるッ!』の1コーナー「七人のしりとり侍」とテレビ朝日のバラエティー番組『おネプ!』の1コーナー「ネプ投げ」について、「しりとりゲームで間違えた人を罰ゲームと称してメッタ打ちにしており、“暴力的でいじめを肯定している”」（前者）、「女性を投げる際に下着や肌を意図的に見せるのは、“セクシュアルハラスメントや女性蔑視に当たる”」（後者）との苦情に基づく「見解」を発表した。これを受けて、フジテレビとテレビ朝日の両テレビ局は2000年末を以て当該コーナーを中止した。
- 「消費者金融CMに関する見解」について[124] - 2002年12月20日の記者会見で、多くの視聴者から「消費者金融のテレビCMの多くは、宣伝効果を上げるよう若者向けに親しみやすく制作されていたり、また、CMソングは幼児が覚えて口ずさめるほどリズミカルに作曲されている点などが、“お金が無ければ借りればよい”という誤ったメッセージを青少年に伝えるものだ」という懸念があった旨を発表、BPOは民放連および加盟各社に対し、民放連の定める「児童及び青少年の視聴に十分、配慮する時間帯」である17時から21時までの時間帯は消費者金融CMの放送自粛などを要望した。
- 「血液型を扱う番組」に対する要望[125] - 2004年12月8日の記者会見で、民放の複数のテレビ番組で取り扱われた血液型による性格判断について、視聴者から「非科学的である」「学校や職場で血液型による差別意識が生じている」といった苦情が寄せられたのを受けて、テレビ各社に対し民放連が定める放送基準の「第8章 表現上の配慮」54条に基づき、放送内容についての配慮を要望した。
- 注意喚起 児童の裸、特に男児の性器を写すことについて[126] - 2008年4月11日、以前から「視聴者の意見」に男児の全裸や男性器を修正せずに映すことに対する批判意見が年々急増していることを鑑み、たとえこれらのシーンを“家族的シーン”として放送したものであっても、インターネットなどで児童ポルノに転用される恐れがあるとの見解を示し、テレビ各社に注意喚起を行った。
- 青少年への影響を考慮した薬物問題報道についての要望[127] - 2009年11月2日、この年の夏に芸能人による薬物事件が多発したことを受け、各テレビ局の報道について薬物使用に関して警告などを促さずに、興味を持たせる報道が見られるとして、テレビ各社に「極めて慎重な配慮」を要望した。
- フジテレビの「生爆烈お父さん27時間テレビスペシャル!!」[128] - 2013年10月22日、『FNS27時間テレビ (2013年)』において、加藤浩次が女性アイドルグループ・AKB48の渡辺麻友にプロレス技を掛けると共に暴行したとされる問題について、「バラエティー番組も『人間の尊厳』『公共の善』を意識して作られるべき」との見解を示した。
- 東京MXテレビ・サンテレビ『最近、妹のようすがちょっとおかしいんだが。』[129] - 2014年3月10日、番組の特徴である児童および青少年の視聴に適さない刺激の強い性的表現が複数含まれる点について、「児童および青少年の視聴に対する配慮は時間帯を超えて常に必要であることに留意してほしい」との見解を示した。
- テレビ東京『ざっくりハイタッチ』～赤ちゃん育児教室～[130] - 芸人が赤ちゃん役となり下半身をあらわにしておむつを交換したり、女優がおむつ姿の芸人のボディマッサージを行い男性器を反応させたりした点について、2015年12月9日、「放送基準 第8章 表現上の配慮 （48）『不快な感じを与えるような下品、卑わいな表現は避ける』を心に留め番組制作にあたることを望む」との見解を示した。

#### 放送局への回答の要請
視聴者から「青少年の視聴には問題がある」と意見が寄せられた番組について、当該放送局と意見の交換を行い、審議を行うもの。なおホームページでは「放送局への回答要請」（2007年度まで）、「放送局への回答のお願い」（2008年度から2011年度まで）、「意見交換」（2012年度）、「審議事案」（2013年度以降）と時期によって表記が異なっている。
※放送局への回答を要請し、何らかの措置がとられた事例を記述
- 2003年1月、アニメ『機動戦士ガンダムSEED』において、主人公のキラ・ヤマトとフレイ・アルスターが肉体関係を持ったと暗示させる表現について「戦争が人々を破壊していく極限状況のもとでは、人は如何にもろい存在なのか」ということを表現するのに必要なキャラクターであると説明している[131]。
- 2003年2月および3月、アダルトゲーム原作のアニメ番組『らいむいろ戦奇譚』について性行為を想起させるシーンが含まれているため、他の放送局では深夜時間帯に編成されていたものを夕方6時からの放送に編成したサンテレビに対し回答要請を行ったが[132]、同局は「深夜枠に空きが無かったため、枠が空いていた時間帯に編成しました」と回答、その後同局は3月末の番組終了および改編を以て、当該番組を含め2枠あった夕方時間帯のアニメ番組枠を全て廃止する措置をとった[133]。
- 2004年10月、フジテレビのバラエティ番組『はねるのトびら』の中で放送されていたコント「村田さなえ」のキャラクター設定（特定のジュース以外のものを飲むとアレルギーを発したり、興奮すると体がかゆくなり血が出るまでかきむしってしまう等）がアトピー患者や食物アレルギー患者を笑いのネタにしているとの視聴者からの苦情を受け、同局への回答を要請した。これを受けて同番組は公式ホームページ上に番組プロデューサー名で謝罪文を掲載、当該コントを一旦休止しキャラクター設定を変更した上でコントを再開した[134]。
- 2009年6月、サンテレビの深夜番組『今夜もハッスル』について、全編を通して猥褻な内容の番組であり中高生も夜更かしをする週末の深夜0時台に放送するには不適切であるとの視聴者からの苦情を受け、同局への回答を要請した[135]。これを受けて6月末、サンテレビは間髪入れずに同番組の打ち切りを決定、1983年からおよそ26年続いたお色気番組の制作から一度は撤退したものの翌2010年10月、放送時間帯を約1時間半繰り下げた上でかつて同局で放送されていた『おとなの子守唄』を装い新たに復活させる形で再開した。
- 2009年8月31日に放送されたテレビ朝日の特撮番組『仮面ライダーディケイド』の最終回において、主人公のディケイドと他の仮面ライダーが対峙するシーンの途中で放送を終了、その直後に劇場版仮面ライダーディケイドの告知をしたことについて、「（子供に）散々期待をさせておいて、それを裏切った」という旨の批判的な意見が多数寄せられていることを受け、2009年10月に同局に対し回答要請を行った[136]。同局の早河洋社長は同月29日の定例記者会見の中で、「私どもの考え方としてはテレビシリーズの結末と映画の告知の境目がはっきり分かるようにすべきで、演出方法は不適切だった」と謝罪した[137]。その後の再放送分の最終回では、該当部分を再編集し劇場版との連動部分を直接的な告知にならないように改変している。
- 2013年12月31日放送の日本テレビ『絶対に笑ってはいけない地球防衛軍24時』[138] - 「お尻の穴に白い粉を詰めてオナラとともに顔に吹きかけるシーン」「股間でロケット花火を受け止めるシーン」「赤ちゃんに扮した男性のオムツ換えのシーン」について局への質問状を送り、「プロの芸人たちによる体を張った芸の範囲内である」「事前下見後、番組制作担当者が事前に編成・考査等、社内の関係各所と相談の上、慎重に配慮した上で制作している」との回答があり、2014年4月4日、「表現上の配慮」「放送基準と放送の公共性」について配慮が必要との見解を示した。
- 2016年10月9日放送のTBSテレビ『オール芸人お笑い謝肉祭‘16秋』[139] - 「大声厳禁 サイレント風呂」と「心臓破りのぬるぬる坂クイズ」のコーナーについて、局への質問状を送り、局内での勉強会、社内横断的な組織である放送倫理小委員会での議論と検討や、今後、全社的な議論の場である放送倫理委員会や外部の有識者が委員をつとめる「放送と人権」特別委員会でも取り上げていく予定との回答があった。

## 役員の選任

### 役員の選任
役員の選任について、放送事業者の役職員およびその経験者以外の者から理事長1名と理事3名を選任することにより、公平性や中立性を担保している。しかし、理事長は構成員が推薦し、理事長が理事3名を選任することになるので構成員の影響力を完全には排除できていない。また、各委員会のメンバーは評議員会により選任されるが、評議員会は理事会により選任されている。
　

### 委員会の構成
各委員会の委員の中には、放送事業者に関わりのある人物がおり公平性や中立性を担保できる構成になっていない。自由民主党の情報通信戦略調査会はBPO委員の人選に国会が関わる事が出来ないか検討していることが2022年3月に報じられている。

## 中立性に対する疑義、批判
放送法遵守を求める視聴者の会事務局長の小川榮太郎は、「放送事業者自身のコントロール下にある任意団体であるBPOとテレビのマッチポンプによるチェックしかない。構成員の多くが左派、リベラル系であることは国民不在の機関だと言わざるを得ない」として、「国民に広く認知するように運動を始めたうえで、BPOの解散と、国民の声を反映した新たな独立規制機関の設立」をすべきであると主張している。
中立性に対する疑義や、審査基準の不透明さから存在意義に対する疑問の声も聞かれる。委員の選任方法にも不透明さを否めず、沖縄の反基地運動を批判的に報道したニュース女子を「放送してはいけない番組を放送した」、「重大な放送倫理違反があった」などと厳しく“断罪”する一方で、2017年の国会報道や衆院選番組の野党擁護報道について、視聴者から「偏りすぎている」などの意見が相次いだにもかかわらず、審査対象として取り上げずに黙認してきた姿勢はダブルスタンダードとも批判されている。潮匡人は「本来は国民が納得できる公平な放送環境づくりが役割であるはずなのに、一部の政治活動に“お墨付き”を与える存在になってしまっている」と批判し、上念司も「リベラルに甘く、それへの反論には厳しいダブルスタンダードがある。中立性を担保できず、国民不在の組織であり続けるのならば、新たに放送を監視する枠組みが必要となる」と述べている。

## 放送関係者による批判
- 雑誌「SAPIO」2015年5月号と2016年9月号において、テレビ局スタッフは匿名で「テレビ局はBPOを非常に恐れている。『BPOに申し立て』と報じられた時点でイメージを気にする番組スポンサーが降板するので、審議入りが決まると負けになる」「番組制作の現場ではBPOの話題はタブー。BPOがあるため現場が萎縮しているという声も多い」と語った[144][145]。
- 雑誌「週刊プレイボーイ」2016年11月28日号において、あるキー局のプロデューサーは匿名で「BPOも検閲機関にならないよう気をつけている。審議を経て番組に意見を言う際も、『下品な内容で視聴者を不快にさせないよう気をつけましょう』といったやわらかい表現で声明を出しているのだが、それを読んだ各局の制作現場は、自身の番組がBPOで問題にされないようBPOが指摘した以上の自主規制をするようになっている」と述べている。また、BPOがモンスタークレーマーの武器にもなっている、とも語っている[146]。
- テレビプロデューサーの鎮目博道は、「BPOは実質的に放送業界の思想警察になってしまった。BPOの見解は絶対的なもので、その内容によって番組は簡単に終了する。それによりテレビ業界全体がコンプライアンスを意識しすぎ、番組制作が萎縮している。BPOとは言論統制機関ではないのか、と現場に捉えられている」「審議入りが決まった段階で番組はアウト。スポンサーは降板し局上層部は番組打ち切りを決め、以後は似たような企画が通ることはほぼ無くなってしまう」と述べ、BPOの番組審議と放送局のコンプライアンス対策のあり方を考え直すべきだと主張している[147][148]。

## 視聴者の意見
前述した通り、「放送倫理検証委員会」や「青少年委員会」では視聴者からの指摘を基に当該番組とその放送局への勧告などを行っているが、BPOが本来取り組む事案である放送倫理、権利侵害、名誉棄損などとはおおよそかけ離れた的外れな意見や強引なこじつけによるクレームも多数寄せられている。掲載している意見内容についてBPOは、「BPOの考え方を示すものではない」としている。実際にこれらのクレームによって、前述したようにいくつかの番組およびコーナーが打ち切られたり、内容変更を余儀なくされる事例も頻発していることから、別の視聴者からの「視聴者意見への反論」も併載されている。

## その他備考
- 2007年9月21日、埼玉県警朝霞警察署が青少年委員会副委員長を大麻取締法違反（所持）の現行犯で逮捕し、BPOはこの件について9月26日に公式サイトで理事長によるコメント文を発表[150]、その後10月3日にこの副委員長を解嘱とする措置をとった[151]。
- BPOのCMは各局の自己批評番組のほか、民放では主に民放連に加盟するテレビ・ラジオ各局でスポットCM枠の空いた時間帯に放送される。NHKテレビでは番組の合間に自局番宣の中に挿れる形で民放のものと同じ映像がたまに流されている。ラジオCMが放送されるのは民放のみとしているため、CMそのものが無いNHKラジオでは第1放送で主に日中、毎時55分からの時間帯で自局のアナウンサーが自ら告知することで代替している。公式ウェブサイトでもテレビ放送版とラジオ放送版それぞれ2つのバージョンが公開され、視聴・拝聴することができる。なおコマーシャルはテレビ・ラジオとも共通の内容だが、一部異なっている。